# Coppa delle nazioni africane 1963
La Coppa delle nazioni africane 1963, nota anche come Ghana 1963, è stata la 4ª edizione di questo torneo di calcio continentale per squadre nazionali maggiori maschili (spesso detto Coppa d'Africa) organizzato dalla CAF e la cui fase finale si è svolta in Ghana dal 22 novembre al 1º dicembre 1963.
La formula del torneo prevedeva sei nazionali divise in due gironi all'italiana da tre squadre ciascuno: le prime classificate disputavano la finale, mentre le seconde giocavano la finale per il terzo e quarto posto. Per la prima volta nella sua storia è stato il Ghana a trionfare, che ha battuto nella finale disputata ad Accra il Sudan per 3-0.

## Qualificazioni
Il Ghana (in qualità di paese ospitante) e l'Etiopia (in qualità di detentore del titolo) sono stati ammessi di diritto alla fase finale.
I rimanenti quattro posti sono stati assegnati tramite un percorso di qualificazione che ha visto la partecipazione di otto nazionali e che si è disputato tra il 16 gennaio 1963 e il 6 ottobre 1963.

## Squadre partecipanti
| Pr. | Squadra          | Data di qualificazione certa | Partecipante in quanto                                         | Ultima presenza |
| --- | ---------------- | ---------------------------- | -------------------------------------------------------------- | --------------- |
| 1   | Ghana            | -                            | Rappresentativa della nazione organizzatrice della fase finale | Esordiente      |
| 2   | Etiopia          | 21 gennaio 1962              | Rappresentativa della nazione detentrice del titolo            | Etiopia 1962    |
| 3   | Rep. Araba Unita | 16 gennaio 1963              | Vincitrice dello spareggio della qualificazione                | Etiopia 1962    |
| 4   | Sudan            | 30 giugno 1963               | Vincitrice dello spareggio della qualificazione                | Egitto 1959     |
| 5   | Tunisia          | 2 luglio 1963                | Vincitrice dello spareggio della qualificazione                | Etiopia 1962    |
| 6   | Nigeria          | 6 ottobre 1963               | Vincitrice dello spareggio della qualificazione                | Esordiente      |

## Arbitri
Qui di seguito è riportata la lista degli arbitri scelti per la manifestazione.
- Mahmoud Hussein Imam
- Frank Mills
- Hédi Ben Abdelkader

## Fase finale

### Gruppo A

#### Classifica
| Pos. | Squadra | Pt | G | V | N | P | GF | GS | DR |
| ---- | ------- | -- | - | - | - | - | -- | -- | -- |
| 1.   | Ghana   | 3  | 2 | 1 | 1 | 0 | 3  | 1  | +2 |
| 2.   | Etiopia | 2  | 2 | 1 | 0 | 1 | 4  | 4  | 0  |
| 3.   | Tunisia | 1  | 2 | 0 | 1 | 1 | 3  | 5  | -2 |

#### Risultati
| Accra 22 novembre 1963                               | Ghana     | 1 – 1      | Tunisia | Ohene Djan Stadium |
| \| \| \| \| \| Mfum 9’ \| Marcatori \| 36’ Jedidi \| |           |            |         |                    |
|                                                      |           |            |         |                    |
| Mfum 9’                                              | Marcatori | 36’ Jedidi |         |                    |

| Accra 26 novembre 1963                   | Ghana     | 2 – 0 referto | Etiopia | Ohene Djan Stadium |
| \| \| \| \| \| Acquah \| Marcatori \| \| |           |               |         |                    |
|                                          |           |               |         |                    |
| Acquah                                   | Marcatori |               |         |                    |

| Accra 28 novembre 1963                                                | Etiopia   | 4 – 2 referto   | Tunisia | Ohene Djan Stadium |
| \| \| \| \| \| Worku Wolde Vassalo \| Marcatori \| Jedidi Ben Amor \| |           |                 |         |                    |
|                                                                       |           |                 |         |                    |
| Worku Wolde Vassalo                                                   | Marcatori | Jedidi Ben Amor |         |                    |

### Gruppo B

#### Classifica
| Pos. | Squadra          | Pt | G | V | N | P | GF | GS | DR |
| ---- | ---------------- | -- | - | - | - | - | -- | -- | -- |
| 1.   | Sudan            | 3  | 2 | 1 | 1 | 0 | 6  | 2  | +4 |
| 2.   | Rep. Araba Unita | 3  | 2 | 1 | 1 | 0 | 8  | 5  | +3 |
| 3.   | Nigeria          | 0  | 2 | 0 | 1 | 2 | 3  | 10 | -7 |

#### Risultati
| Kumasi 24 novembre 1963                                                                                         | Rep. Araba Unita | 6 – 3 referto                      | Nigeria | Stadio Baba Yara |
| \| \| \| \| \| Hussein Reda 30’ 32’ 82’ El-Shazly 30’ 32’ \| Marcatori \| 78’ Ekpe 87’ Bassey 89’ Onyeanwuna \| |                  |                                    |         |                  |
| |                  |                                    |         |                  |
| Hussein Reda 30’ 32’ 82’ El-Shazly 30’ 32’                                                                      | Marcatori        | 78’ Ekpe 87’ Bassey 89’ Onyeanwuna |         |                  |

| Kumasi 26 novembre 1963                                                            | Rep. Araba Unita | 2 – 2 referto       | Sudan | Stadio Baba Yara |
| \| \| \| \| \| El-Shazly 5’ Hussein Reda 7’ \| Marcatori \| 60’ 75’ Abbas Jaksa \| |                  |                     |       |                  |
|                                                                                    |                  |                     |       |                  |
| El-Shazly 5’ Hussein Reda 7’                                                       | Marcatori        | 60’ 75’ Abbas Jaksa |       |                  |

| Kumasi 28 novembre 1963                                       | Sudan     | 4 – 0 referto | Nigeria | Stadio Baba Yara |
| \| \| \| \| \| Abbas Jaksa Al-Kuwarti Wiza \| Marcatori \| \| |           |               |         |                  |
|                                                               |           |               |         |                  |
| Abbas Jaksa Al-Kuwarti Wiza                                   | Marcatori |               |         |                  |

### Finale 3º posto
| Accra 30 novembre 1963                                   | Rep. Araba Unita | 3 – 0 referto | Etiopia | Ohene Djan Stadium |
| \| \| \| \| \| El-Shazly 6’ 9’ Yaqoub \| Marcatori \| \| |                  |               |         |                    |
|                                                          |                  |               |         |                    |
| El-Shazly 6’ 9’ Yaqoub                                   | Marcatori        |               |         |                    |

### Finale
| Arbitro: | Hédi Ben Abdelkader |

|                                       |           |  |
| Aggrey-Fynn 62’ (rig.) Acquah 72’ 82’ | Marcatori |  |

## Classifica marcatori
6 reti
- Hassan Ahmed El Shazly

4 reti
- Mohammed Morsi Hussein Reda
- Edward Acquah
- Nasr El Din Abbas Jaksa

2 reti
- Luciano Vassalo
- Mohamed Salah Jedidi

1 rete
- Ezz El Din Yaqoub
- Mengistu Worku
- Getachew Wolde
- Edward Aggrey-Fynn
- Wilberforce Mfum

- Joseph Bassey
- Asuquo Ekpe
- Albert Onyeanwuna
- Ibrahim Yahya Al Kuwarti